# 马尔泰洛
马尔泰洛（義大利語：Martello），是意大利博尔扎诺-上阿迪杰自治省的一个市镇。总面积142平方公里，人口871人，人口密度6.1人/平方公里（2009年）。ISTAT代码为021049。